# Peer Richter
Peer Richter ist ein deutscher Popsänger und Mitglied der Band Who’s Amy.

## Werdegang
Richter stammt aus Bad Oldesloe und besuchte ein Gymnasium in Lübeck.
Im Herbst 2013 nahm er an der dritten Staffel der Castingshow The Voice of Germany teil. Dort erreichte er das Halbfinale. Zuvor hatte er, wie alle acht verbliebenen Teilnehmer, einen eigenen Song mit dem Titel Himmel aufgenommen. Obwohl er gegen den späteren Zweitplatzierten Chris Schummert ausschied und das Lied damit nicht in der Sendung aufgeführt wurde, verkaufte es sich nach der Show so gut, dass er damit in die deutschen Singlecharts einstieg.
Mittlerweile ist Richter Mitglied der Band Who’s Amy aus Düsseldorf.

## Diskografie
- Lieder aus The Voice
  - Zu dir (weit weg) (Original: Mark Forster)
  - Zu schnell vorbei (Original: Clueso)
  - Ich will nur (Original: Philipp Poisel)
  - Sie sieht mich nicht (Original: Xavier Naidoo)
  - Unter die Haut (Original: Tim Bendzko)
  - Himmel (eigener Song)